# Love the World
Love the World (někdy uváděno jako Perfume Global Compilation „Love the World“) je druhé kompilační (a celkově páté) album japonské dívčí skupiny Perfume. Vydáno bylo 12. září 2012.

## Seznam skladeb
1. Polyrhythm – 4:10
2. Edge (Triangle Mix) – 8:43
3. Love the World – 4:33
4. Electro World – 4:20
5. Chocolate Disco (2012 Mix) – 4:55
6. SEVENTH HEAVEN – 4:44
7. GAME – 5:06
8. Secret Secret – 4:57
9. NIGHT FLIGHT – 5:19
10. Baby cruising Love – 4:40
11. Butterfly – 5:42
12. FAKE IT – 4:10
13. Laser Beam – 3:32
14. GLITTER – 5:04
15. MY COLOR (LTW Mix) – 5:16
16. Dream Fighter – 4:54

## Kompilace
Album celkem obsahuje 16 písní.
Písně Polyrhythm, Baby Cruising Love, Chocolate Disco, Game, Butterfly a Secret pochází z debutového alba Game. Skladba Electro World je z jejich prvního kompilačního alba Perfume: Complete Best. Písně Dream Fighter, Love the World, Edge a Night Flight pochází z druhého alba ⊿. Písně Laser Beam, My Color a Glitter jsou převzaty z třetího alba JPN. Skladba Seventh Heaven je B strana singlu Polyrhythm a píseň Fake It je B strana singlu Nee.

## Umístění v žebříčcích
| Žebříček             | Pozice |
| -------------------- | ------ |
| Daily Album Chart    | 1      |
| Weekly Albums Chart  | 1      |
| Monthly Albums Chart | 5      |
| Yearly Albums Chart  | 34     |
| Billboard Top Albums | 1      |